# Willi wird das Kind schon schaukeln
Willi wird das Kind schon schaukeln ist eine deutsche Filmkomödie aus dem Jahr 1972. Regie führte Werner Jacobs, das Drehbuch schrieben Rolf Ulrich und Reinhold Brandes. Die Hauptrolle übernahm Heinz Erhardt. In tragenden Rollen sind Erika von Thellmann, Hannelore Elsner, Barbara Schöne, Claudia Butenuth, Ernst H. Hilbich, Gernot Endemann und Stefan Behrens besetzt.

## Handlung
Der fußballbesessene Willi Kuckuck, Besitzer eines Fotoateliers, ist Präsident des Fußballvereins 1. FC Jungborn. Dieser Verein trainiert auf einem zum Fußballplatz umgestalteten Acker des Bauern Butenbrink, dessen Kaufpreis in Raten abbezahlt wird. Finanziert wird das Ganze durch Willi Kuckuck und durch seine Schwester Elvira, die in Brasilien lebt. Sie war mit einem reichen Kaffeeplantagenbesitzer verheiratet und ist nach dessen Tod als Alleinerbin sehr reich geworden. Aus diesem Grund versprach sie den drei Töchtern Willi Kuckucks, bei deren Hochzeit jeweils 15.000 DM zu überweisen. Da Willi Kuckuck hauptsächlich Brautpaare fotografiert, ist es für ihn nicht schwer, durch Manipulation der Bilder hinter dem Rücken der Töchter die Hochzeiten vorzutäuschen und das Geld zu unterschlagen.
Auch die letzte Manipulation glückt dank Trainer Turneggers Hilfe. Doch dann droht der Schwindel aufzufliegen, denn Kuckucks Schwester kündigt ihren Besuch an. Kuckuck kann seine Töchter und die angeblichen Ehemänner dazu bringen, mehr oder weniger freiwillig glückliche Ehepaare zu spielen. Dies erweist sich als schwierig, da zwei Töchter vergeben sind und der angebliche Bräutigam der dritten Tochter nicht nur verheiratet, sondern auch noch Vater eines Säuglings ist. Als nach allerhand Turbulenzen der Schwindel auffliegt, reist Kuckucks Schwester erbost ab. Umso überraschter ist Kuckuck, als seine Schwester auf der vermeintlich letzten Sitzung des Vereins auftaucht. Sie hat nicht nur den Platz gekauft, sondern auch den für Willi Kuckuck völlig unbekannten Uwe Seeler als Spieler für drei Jahre verpflichtet.

## Produktion

### Produktionsnotizen
Die Außenaufnahmen des Films entstanden in Bad Pyrmont, die Eingangssequenz wurde allerdings in Meersburg gedreht. Der Großteil der Dreharbeiten wurde in Berlin-Wannsee durchgeführt: Die Außen- und Innenansichten des Hauses der Familie Kuckuck entstanden – wie etwa auch in den Filmen Die Herren mit der weißen Weste und Einer von uns beiden – in der Hugo-Vogel-Straße Nr. 27. Nach Abschluss der Dreharbeiten mussten einige Szenen nachsynchronisiert werden. Da Erhardt das aber aufgrund seines Schlaganfalls vom 11. Dezember 1971 nicht mehr konnte, übernahm diese Aufgabe in einigen Szenen Klaus Havenstein, sodass man Erhardt mit Havensteins Stimme sprechen hört.

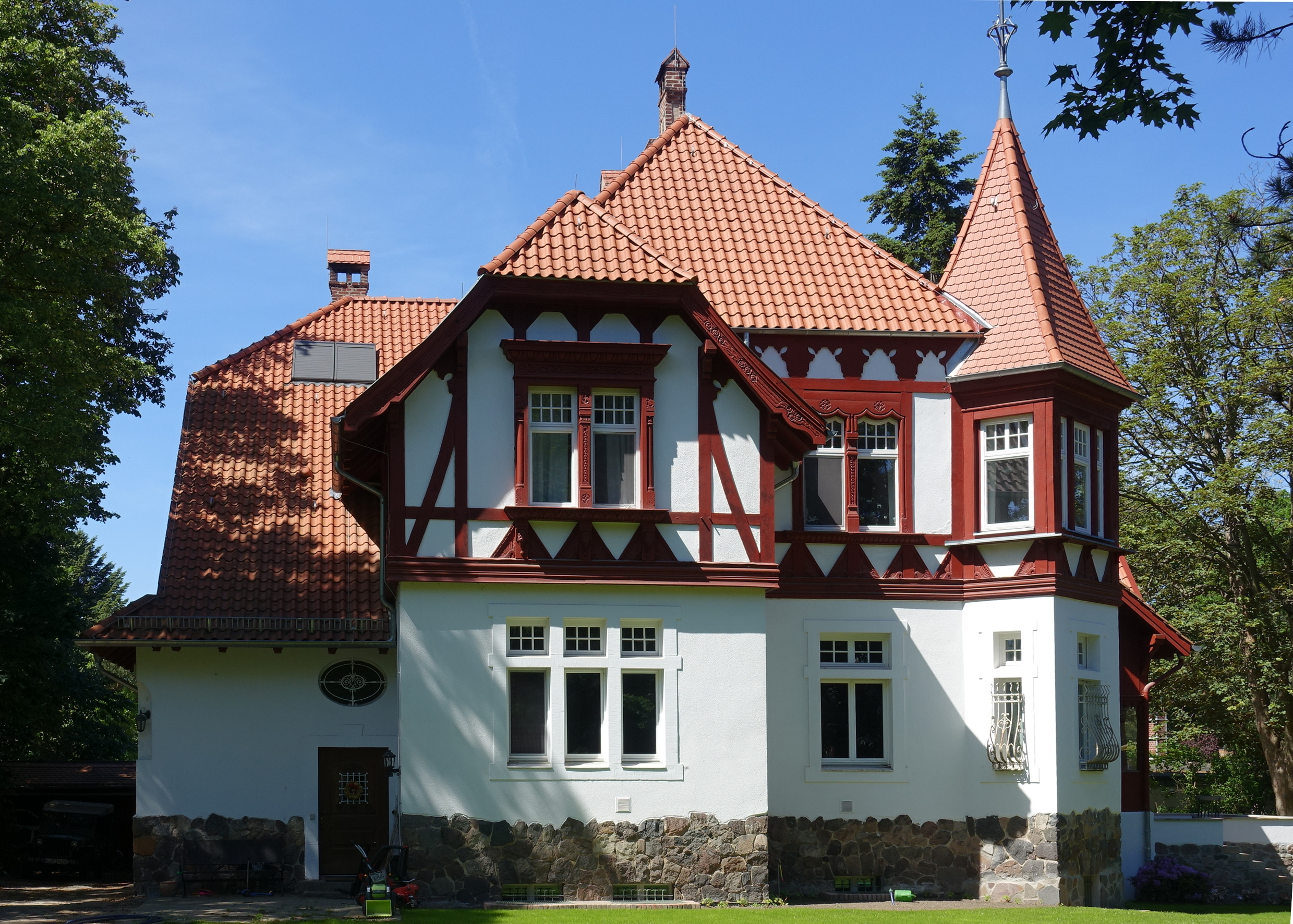
Diente als Wohnhaus der Familie Kuckuck: Hugo-Vogel-Straße 27 (Berlin-Wannsee)

### Veröffentlichung
In der Bundesrepublik Deutschland hatte der durch Constantin-Film vertriebene Film am 24. Februar 1972 Premiere. In Österreich wurde er unter demselben Titel veröffentlicht. Bei einer späteren Wiederveröffentlichung des Films lautete der Titel Zum ‚Kuckuck‘ nochmal!. Der englische Titel lautet Willi Manages the Whole Thing.

## Kritik
Das Lexikon des internationalen Films war der Ansicht: „Ein ganz auf den Komiker Heinz Erhardt zugeschnittener Film-Spaß. Trotz aller Turbulenzen (und eines Gastauftritts des Fußballstars Uwe Seeler) eine schwache Aneinanderreihung einschlägiger Kalauer und Klamaukszenen im Stil des deutschen Klischee-Lustspiels“.
Frank Ehrlacher stellte bei moviemaster fest: „Der letzte Film von Heinz Erhardt, der sich nach einem Schlaganfall weitgehend aus der Öffentlichkeit zurückziehen musste, ist leider einer der schwächeren. Zu platt sind die Gags, zu klischeehaft agieren die Darsteller und der Gastauftritt von ‚Real Life‘ Fußball-Star Uwe Seeler wirkt schon ziemlich peinlich.“
Das Heyne Filmlexikon von 1996 konnte dem Film überhaupt nichts abgewinnen, lediglich Heinz Erhardts Mitwirkung fiel positiv auf: „Alles außer Heinz Erhardt ist so unglaublich miserabel, daß nicht einmal er den Film retten kann.“